# Japanische Billie-Jean-King-Cup-Mannschaft

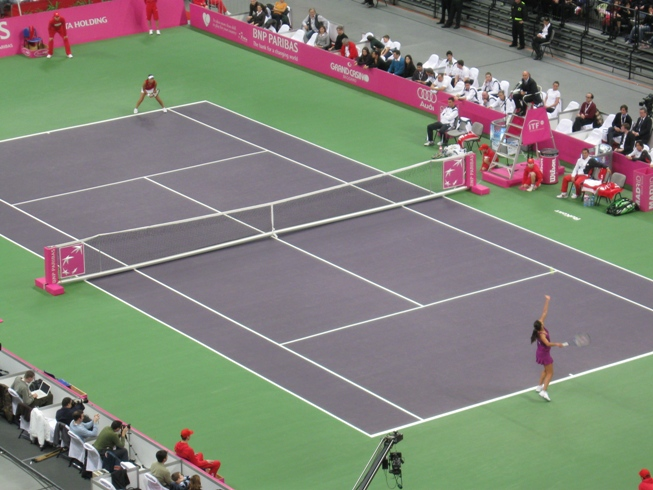
Ai Sugiyama und Ana Ivanović (gegen Serbien, 2009)

Die japanische Billie-Jean-King-Cup-Mannschaft ist die Tennisnationalmannschaft von Japan, die im Billie Jean King Cup eingesetzt wird. Der Billie Jean King Cup (1963 bis 1995 Federation Cup, 1996 bis 2020 Fed Cup) ist der wichtigste Wettbewerb für Nationalmannschaften im Damentennis, analog dem Davis Cup bei den Herren.

## Geschichte
Erstmals am Billie Jean King Cup teilgenommen hat Japan 1964. Der bislang größte Erfolg war der Einzug ins Halbfinals im Jahr 1996.

## Teamchefs (unvollständig)
- Takeshi Murakami
- Yuka Kaneko, 2014–2015
- Toshihisa Tsuchihashi, seit 2016

## Spielerinnen der Mannschaft (unvollständig)
| Spielerinnen      | Einsätze | Einsätze | Einsätze   |
| Spielerinnen      | erster   | letzter  | Bilanz S/N |
| ----------------- | -------- | -------- | ---------- |
| Shūko Aoyama      | 2013     | 2017     | 11:4       |
| Kimoko Date Krumm | 1989     | 2013     | 21:11      |
| Misaki Doi        | 2011     | 2017     | 9:9        |
| Rika Fujiwara     | 2001     | 2012     | 23:5       |
| Nao Hibino        | 2016     | 2018     | 4:3        |
| Eri Hozumi        | 2015     | 2017     | 12:3       |
| Miyu Katō         | 2018     | 2018     | 4:0        |
| Ayumi Morita      | 2007     | 2015     | 23:14      |
| Aiko Nakamura     | 2005     | 2009     | 6:4        |
| Junri Namigata    | 2011     | 2011     | 5:0        |
| Kurumi Nara       | 2011     | 2018     | 9:6        |
| Makoto Ninomiya   | 2018     | 2018     | 3:0        |
| Risa Ozaki        | 2014     | 2014     | 2:0        |
| Yurika Sema       | 2010     | 2010     | 3:1        |
| Ai Sugiyama       | 1995     | 2009     | 25:22      |